# 따라큐
따라큐는 7세대의 고스트, 페어리 타입 포켓몬이다.

## 게임
포켓몬스터 썬문, 소드실드에서 우드해머, 치근거리기, 섀도크루 등 매우 좋은 기술을 배울 수 있다. 썬문에서는 슈퍼•메가싸네 철거지에서 매우 희귀하게 나온다. 또 외형이 피카츄와 흡사하다. 특성은 탈이다. 썬문에서는 탈이 벗겨져도 데미지를 입지 않았으나 소드실드 에선 첫번째 공격의 데미지를 ¹/8 받는다. 대전에서는 7세대까지는 탈이 벗겨져도 데미지를 입지 않아 기합의띠나 생명의구슬을 착용했으며 일반적으로 섀도크루, 야습, 치근거리기, 칼춤이 있었고 트릭룸팟 요원으로 트릭룸, 저주, 야습, 치근거리기로 다음 포켓몬의 활약을 돕는 역할도 했다. 8세대에서는 앞의 형태가 지속적으로 쓰이고 있고 트릭룸 따라큐와 스피드 보정을 전혀 하지 않은 구애머리띠 어래곤 조합이 인기가 있으며, 전기자석파, 도깨비불, 아픔나누기 등으로 막이형태로 활용되거나 대타출동을 계속 하다가 HP가 얼마 안 남은 상태가 되어 치리열매로 공격을 1랭크 상승시켜 공격하는 방식도 있다. 또한, 최근에는 처음에 칼춤으로 공격력 2랭크를 상승시키고 상대에게 물리기술을 맞아 탈이 사라지며 HP가 깎이는 동시에 악키열매가 발동되어 부족한 방어력을 올리며 싸우는 형식으로 야습, 칼춤, 드레인펀치, 치근거리기 형태가 있는데 드레인펀치의 채용이유는 상대를 공격하여 준 데미지의 1/4를 회복하는 동시에 상대하기 껄끄러웠던 잠만보, 너트령에게 유리대면을 가져올 수 있으며, 시즌 13 채용률 1위인 썬더에게 웬만하면 거의 무조건 승리하고, 나머지 보만다, 페로코체, 아고용 등 2~3티어 포켓몬들을 압도적으로 이기기에 시즌 13 중반 기준 싱글배틀 채용률 3위로 여러 방면에서 팔방미인이다.